# Холси-стрит (линия Канарси, Би-эм-ти)
|   |   |   |   |
| · | · | · | · |

|   |   |   |   |
| · | · | · | · |

«Холси-стрит» (англ. Halsey Street) — станция Нью-Йоркского метрополитена, расположенная на линии Канарси, Би-эм-ти. Станция находится на границе Бруклина и Куинса, в округах Бушуик и Риджвуд соответственно, на пересечении Холси-стрит и Уайкофф-авеню. На станции останавливается маршрут L (круглосуточно).

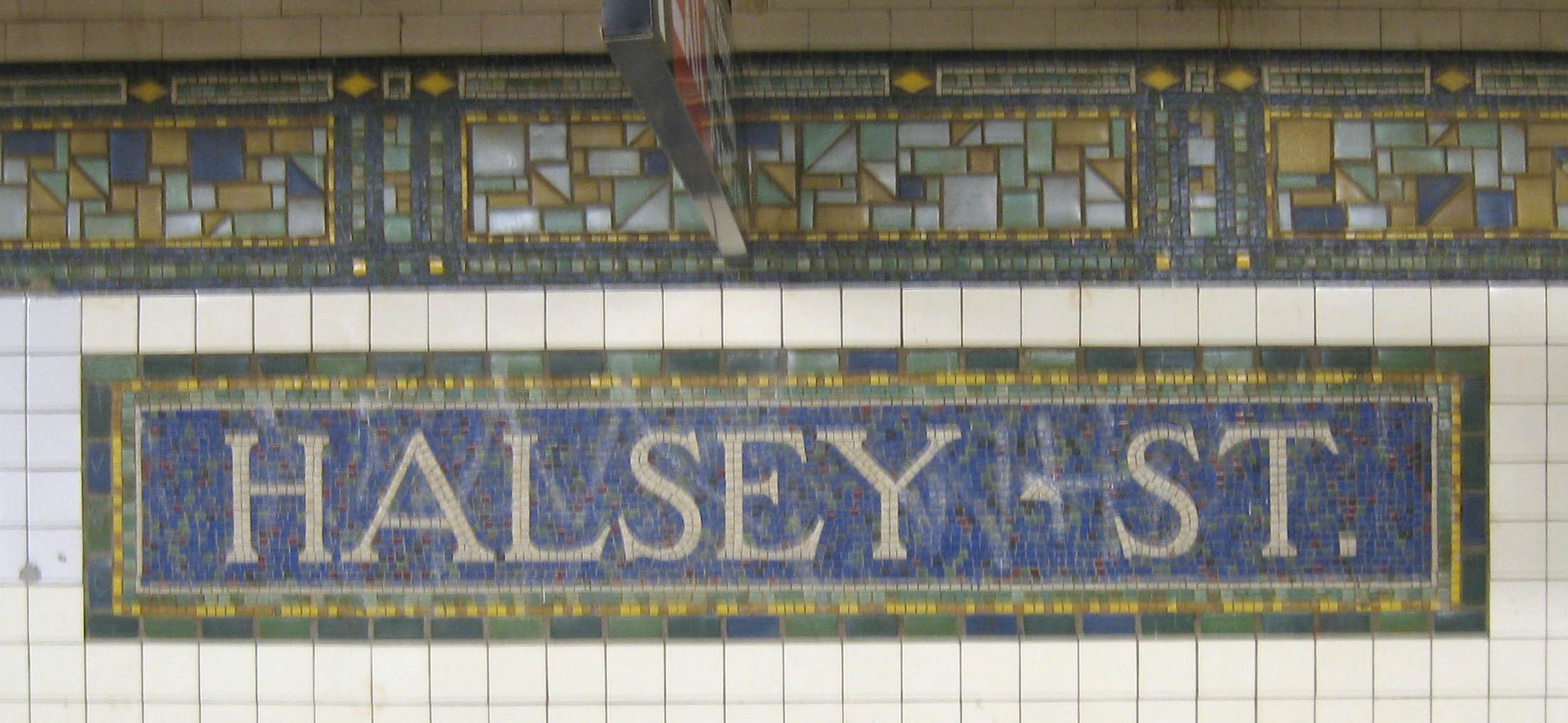
Мозаика на стене с названием станции

Станция имеет два пути и две боковых платформы. Северная часть платформы южного направления находится в Бруклине, а остальная часть станции — в Куинсе. Турникеты расположены на уровне платформ, перехода между платформами нет.